# Mesjid Bambong
Mesjid Bambong is een bestuurslaag in het regentschap Pidie van de provincie Atjeh, Indonesië. Mesjid Bambong telt 323 inwoners (volkstelling 2010).